# カワダ
株式会社カワダ（かわだ）とは、東京都新宿区にある玩具の企画開発、卸売、輸出入などを行う企業。ブロックや知育玩具などの製造業者で、ダイヤブロックブランドの商品等を提供している。

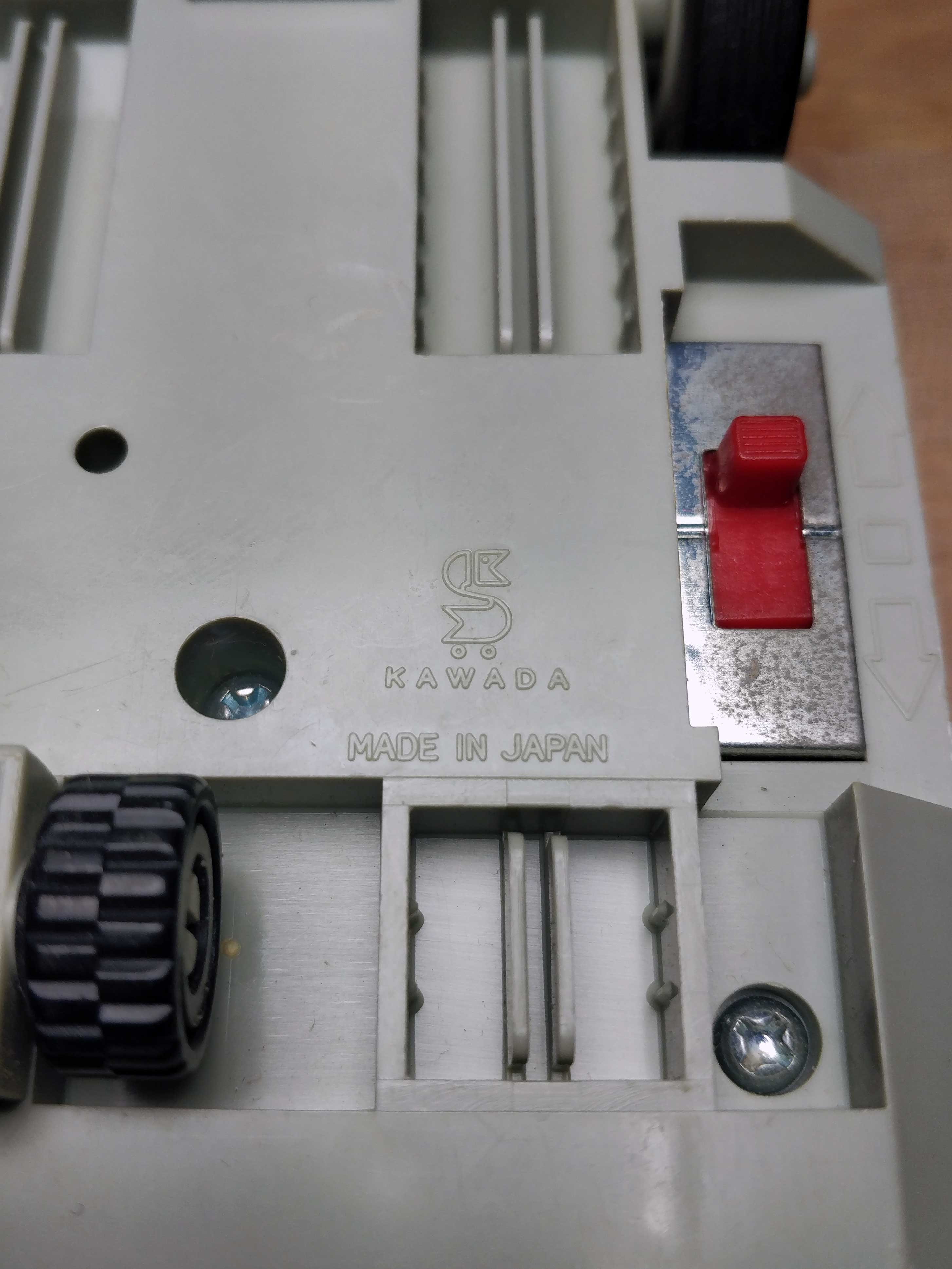
ダイヤブロックの車パーツ底面のKawadaのロゴ

## 製品

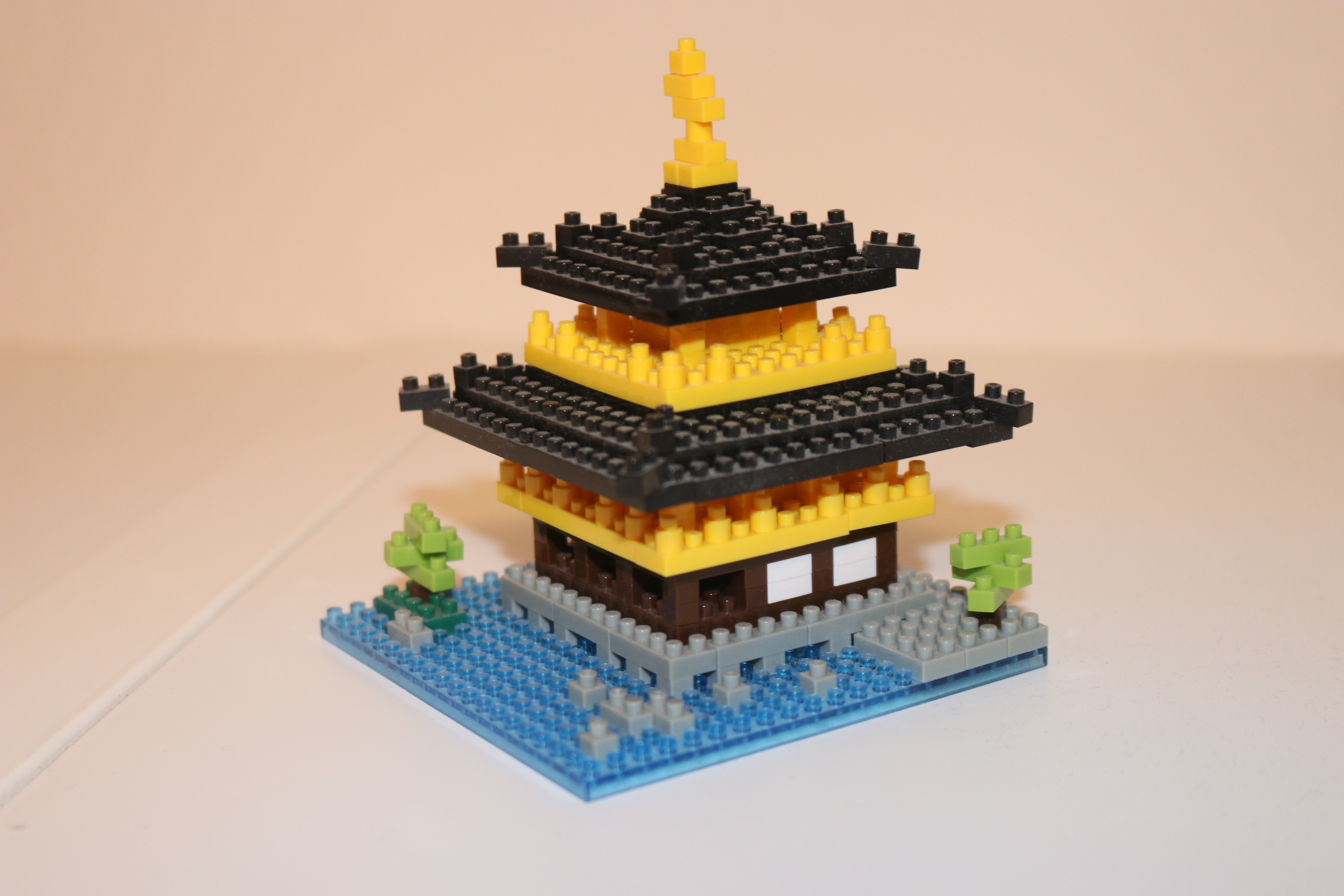
ナノブロックで作られた金閣寺

- ブロック
- ナノブロック
- パーラービーズ

## 概要
ブロックなど玩具は、すべて日本製であり、長野県東御市の長野工場で生産、流通されている。
ブロックのシェアは、日本においてデンマーク企業のレゴとほぼ同等のシェアを占めている。
1997年よりレゴジャパンと業務提携の関係にあり、レゴ製品の一部の仕入れ、販売を担当。

## 沿革
- 1952年（昭和27年）10月 - 有限会社河田商店を創立。
- 1960年（昭和35年）10月 - 株式会社河田に組織変更。
- 1962年（昭和37年）10月 - 製造部門を独立させ系列会社河田工業（株）（後のカワダ工業（株））を設立。
- 1962年（昭和37年）11月 - 教育玩具ダイヤブロックを自社生産開始。
- 1965年（昭和40年）10月 - 長野県小県郡東部町加沢1409番地に長野工場建設。
- 1997年（平成9年）8月　 - レゴジャパンとの業務提携を締結。
- 2008年（平成20年）10月 - 「世界最小級ブロック」ナノブロックを販売開始。
- 2012年 (平成24年) 4月 - 社名表記を株式会社河田から株式会社カワダに変更。
- 2017年（平成29年）6月 - カワダ工業（株）を吸収合併[2]。

## 提供番組
- 現在の提供番組
  - 無し
- 過去の提供番組
  - 破裏拳ポリマー
  - 戦闘メカ ザブングル
  - 最強ロボ ダイオージャ
  - 無敵王トライゼノン